# Pilhagem

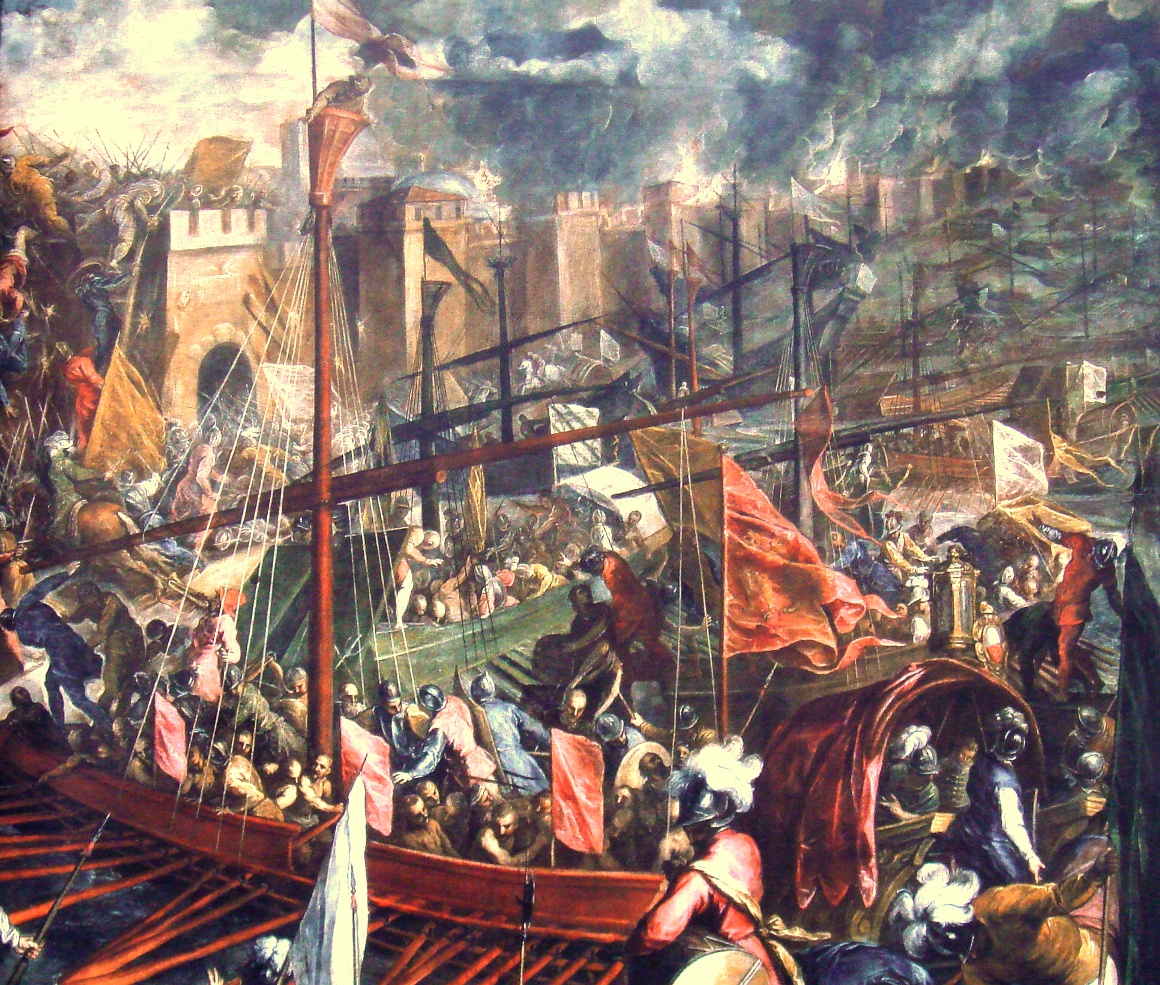
Conquista de Constantinopla em 1204 pela Quarta Cruzada (tela de Jacopo Palma, o Jovem). A cidade foi saqueada durante três dias.

Pilhagem, também chamada saque, é o furto ou roubo indiscriminado de bens alheios ou privados como parte de uma vitória política ou militar, ou no decorrer de uma catástrofe ou tumulto, como na guerra ou num desastre natural. O resultado/produto de uma pilhagem é chamado de espólio, presa, butim. ou despojo.
Por força dos acordos firmados nas Convenções de Genebra, em 1949, considera-se crime tomar ou destruir propriedade privada durante uma ocupação militar. 

## Após desastres

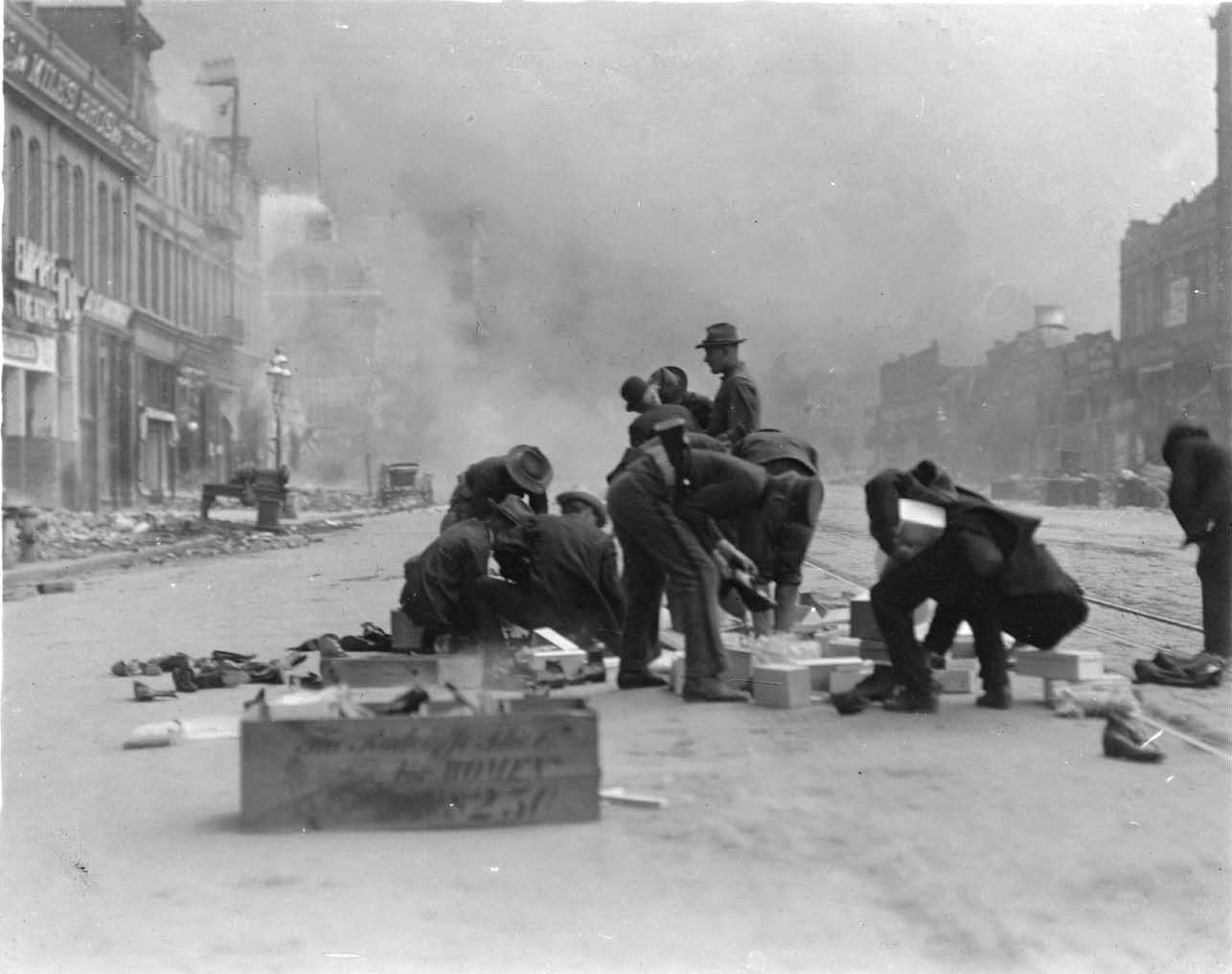
Soldados furtam sapatos durante a confusão causada pelo grande terremoto de 1906, em São Francisco, Estados Unidos

Durante uma catástrofe, as  forças de  polícia ou militares são por vezes incapazes de evitar pilhagens quando estão sobrecarregadas por preocupações humanitárias ou de combate, ou não podem ser convocadas por causa de infraestruturas de comunicações danificadas. Especialmente durante as catástrofes naturais, muitos civis podem ver-se forçados à pilhagem para sobreviver. Como responder a isso e onde reside a linha entre "pilhagens" desnecessárias e necessárias são frequentemente dilemas para os governos.Noutros casos, as pilhagens podem ser toleradas ou mesmo encorajadas pelos governos por razões políticas ou outras, incluindo religiosas, sociais ou económicas.

## História
Alguns povos da Antiguidade se dedicavam com maior ou menor intensidade à pilhagem, mesmo em tempos de paz, como é o caso dos celtas, vândalos e viquingues.